# Archaeplastida (classification phylogénétique)
Cette page a pour objet de présenter un arbre phylogénétique des Archaeplastida (Plantae, Archéplastides), c'est-à-dire un cladogramme mettant en lumière les relations de parenté existant entre leurs différents groupes (ou taxa), telles que les dernières analyses reconnues les proposent. Ce n'est qu'une possibilité, et les principaux débats qui subsistent au sein de la communauté scientifique sont brièvement présentés ci-dessous, avant la bibliographie.

## Arbre phylogénétique
Le cladogramme présenté ici ne possède qu'une valeur indicative. Il n'est pas forcément consensuel, et on peut toujours se référer à la bibliographie au bas de l'article.
Le symbole ▲ renvoie à la partie immédiatement supérieure de l'arbre phylogénétique du vivant. Le signe ► renvoie à la classification phylogénétique du groupe considéré. Tout nœud de l'arbre portant plus de deux branches montre une indétermination de la phylogénie interne du groupe considéré.
Les habitudes typographiques des botanistes et des zoologistes sont différentes. Ici, par commodité de lecture, et certains groupes actuels relevant des deux domaines traditionnels, les noms de taxons supérieurs au genre sont tous écrits en caractères droits, les noms de genres ou d'espèces en italiques.
À la suite d'un taxon, sa période d'apparition, quand elle est connue, peut être indiquée suivant la légende suivante :
(Plé) : Pléistocène ; (Pli) : Pliocène ; (Mio) : Miocène ; (Oli) : Oligocène ; (Éoc) : Éocène ; (Pal) : Paléocène ; (Cré) : Crétacé ; (Jur) : Jurassique ; (Tri) : Trias ; (Per) : Permien ; (Car) : Carbonifère ; (Dév) : Dévonien ; (Sil) : Silurien ; (Ord) : Ordovicien ; (Camb) : Cambrien ; (Edi) : Édiacarien. Pour plus de précision si possible, (-) : inférieur ; (~) : moyen ; (+) : supérieur.

- ▲
  - Archaeplastida
    - Glaucophyta ou Glaucocystophyceae
    - Metabionta
      - Rhodophyta ►
      - Chloroplastida ou Chlorobionta ou Viridiplantae
        - Chlorophyta s.s. ►
        - Streptophyta ou Charophyta s.l.
          - Zygnematophyceae ►
          - Plasmodesmophyta ou Streptophytina
            - Charophyceae
            - Embryophyta
              - Marchantiophyta ou Hepaticophyta ►
              - Stomatophyta
                - Bryophyta ►
                - Tracheophyta ou Tracheobionta
                  - Lycophyta ou Lycopodiophyta ►
                  - Euphyllophyta
                    - Monilophyta
                      - Psilotidae
                      - ...
                        - Filicophyta ►
                        - Equisetophyta ou Sphenophyta ►

                    - Spermatophyta
                      - Acrogymnospermae
                        - Cycadophyta ►
                        - ...
                          - Pinophyta ou Coniferophyta ►
                          - Ginkgoales

                      - Magnoliophyta ou Angiospermae ►

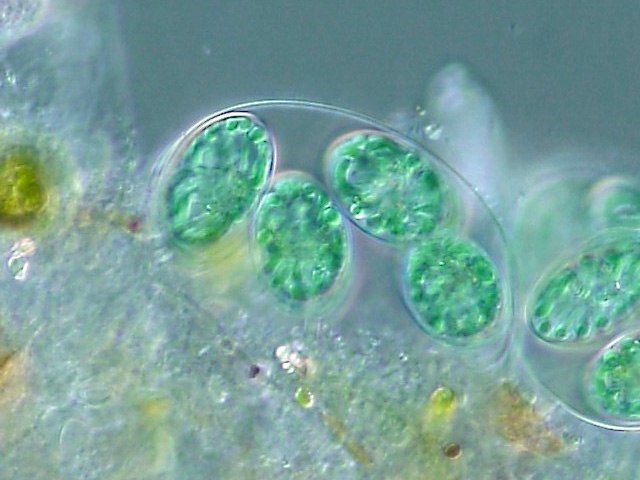
Cellule de Glaucocystis sp. vue au microscope
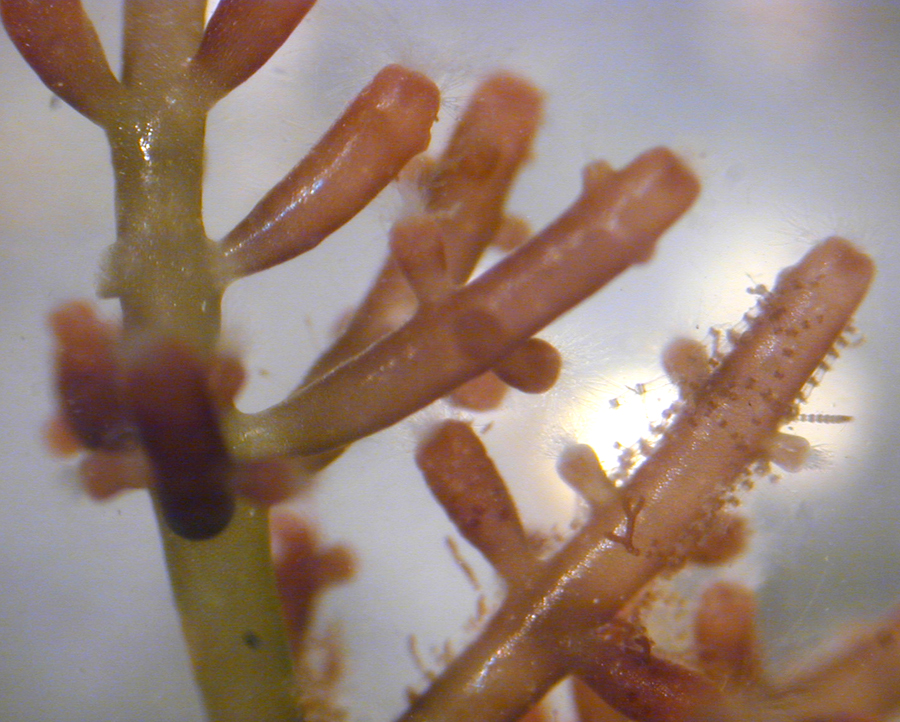
Laurencia sp. (Florideophyceae, Ceramiales, Rhodomelaceae)
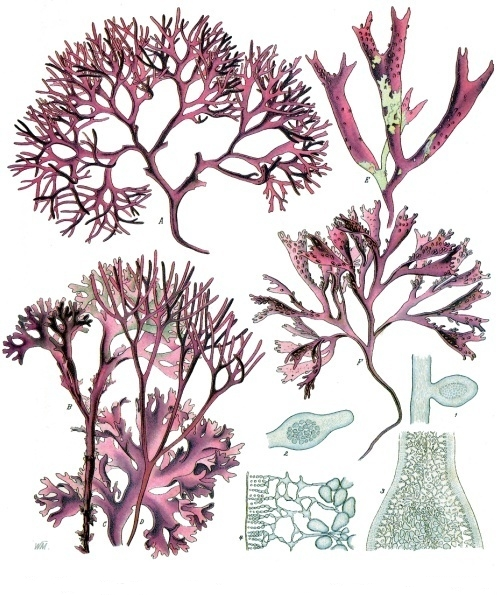
Chondrus crispus (A-D) et Gigartina mamillosa (E-F) (Florideophyceae, Gigartinales, Gigartinaceae)
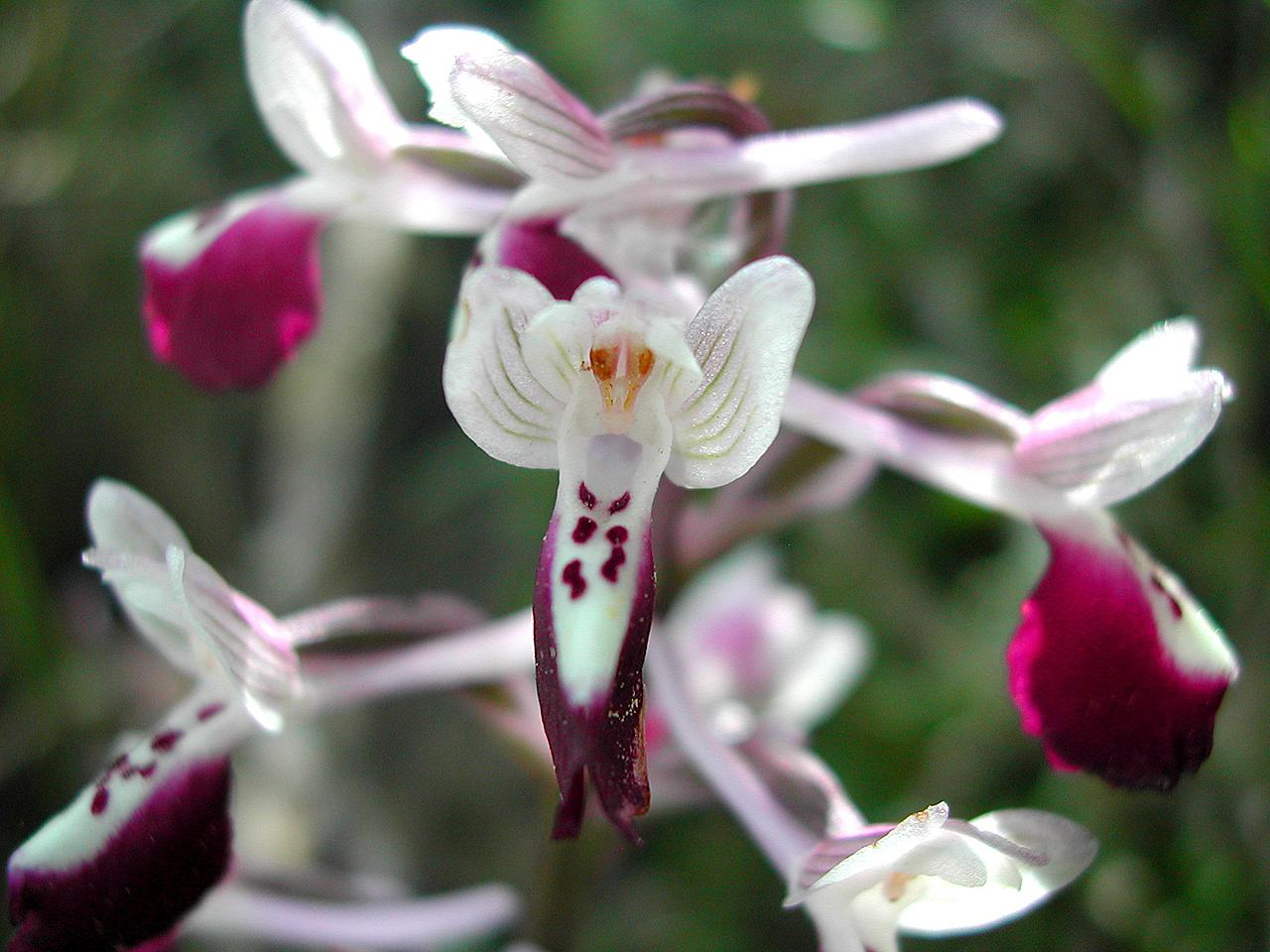
Orchis longicornu (Monocotyledoneae, Asparagales, Orchidaceae)
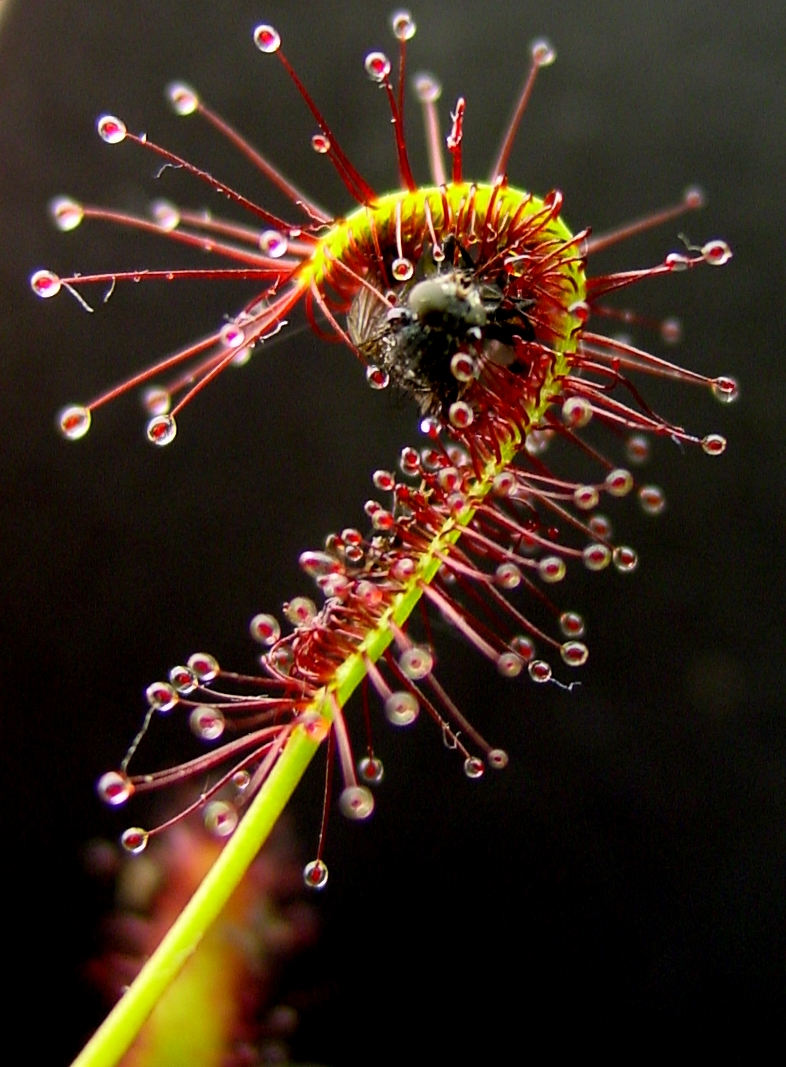
Drosera capensis (Eudicotyledoneae, Polygonales, Droseraceae)
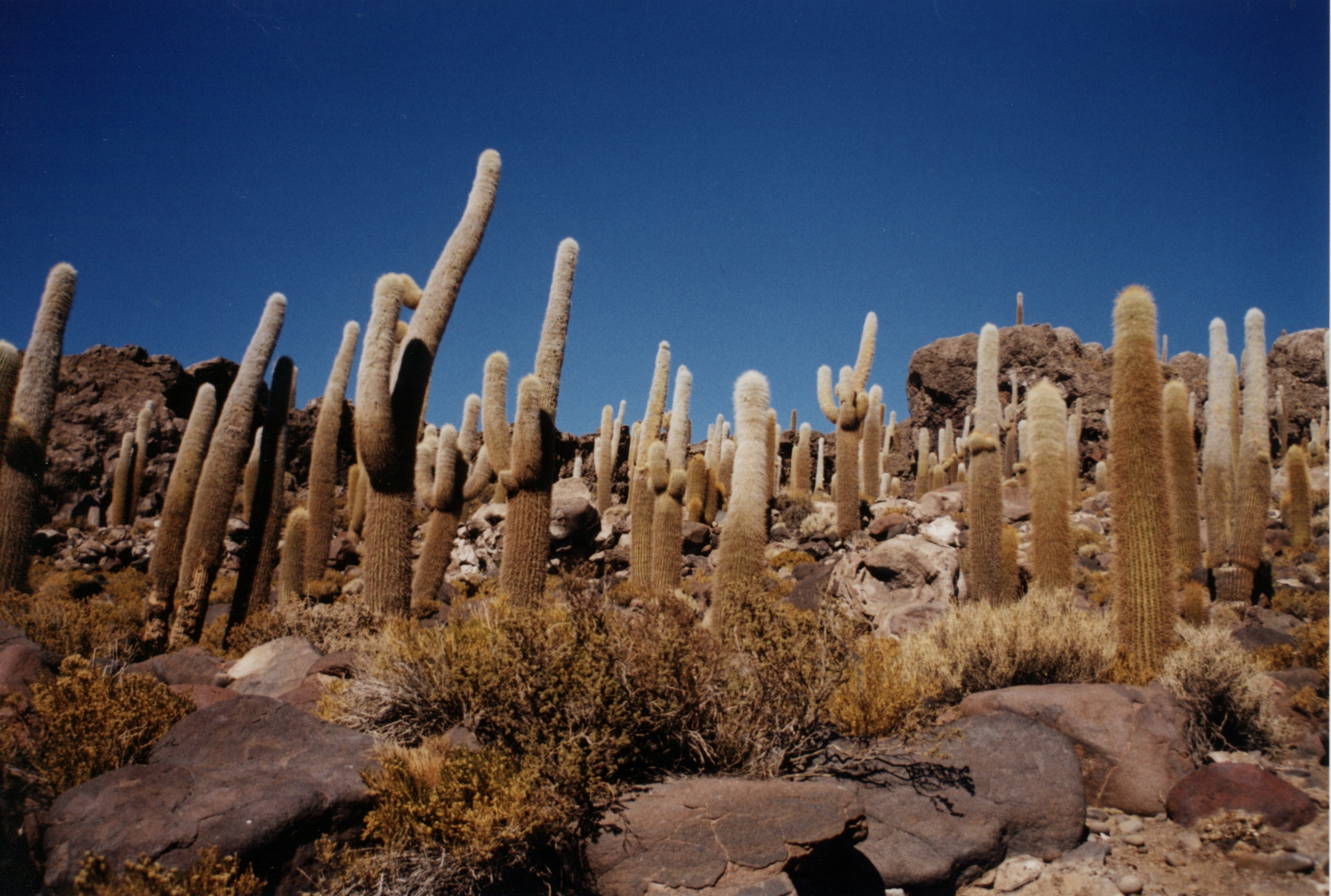
Cactus géants, Bolivie (Eudicotyledoneae, Polygonales, Cactaceae)
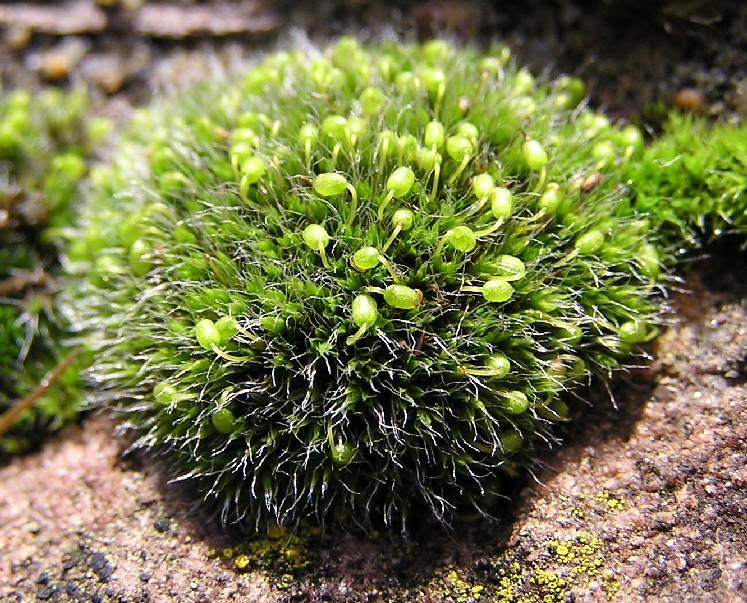
Grimmia pulvinata (Bryophyta, Grimmiaceae)
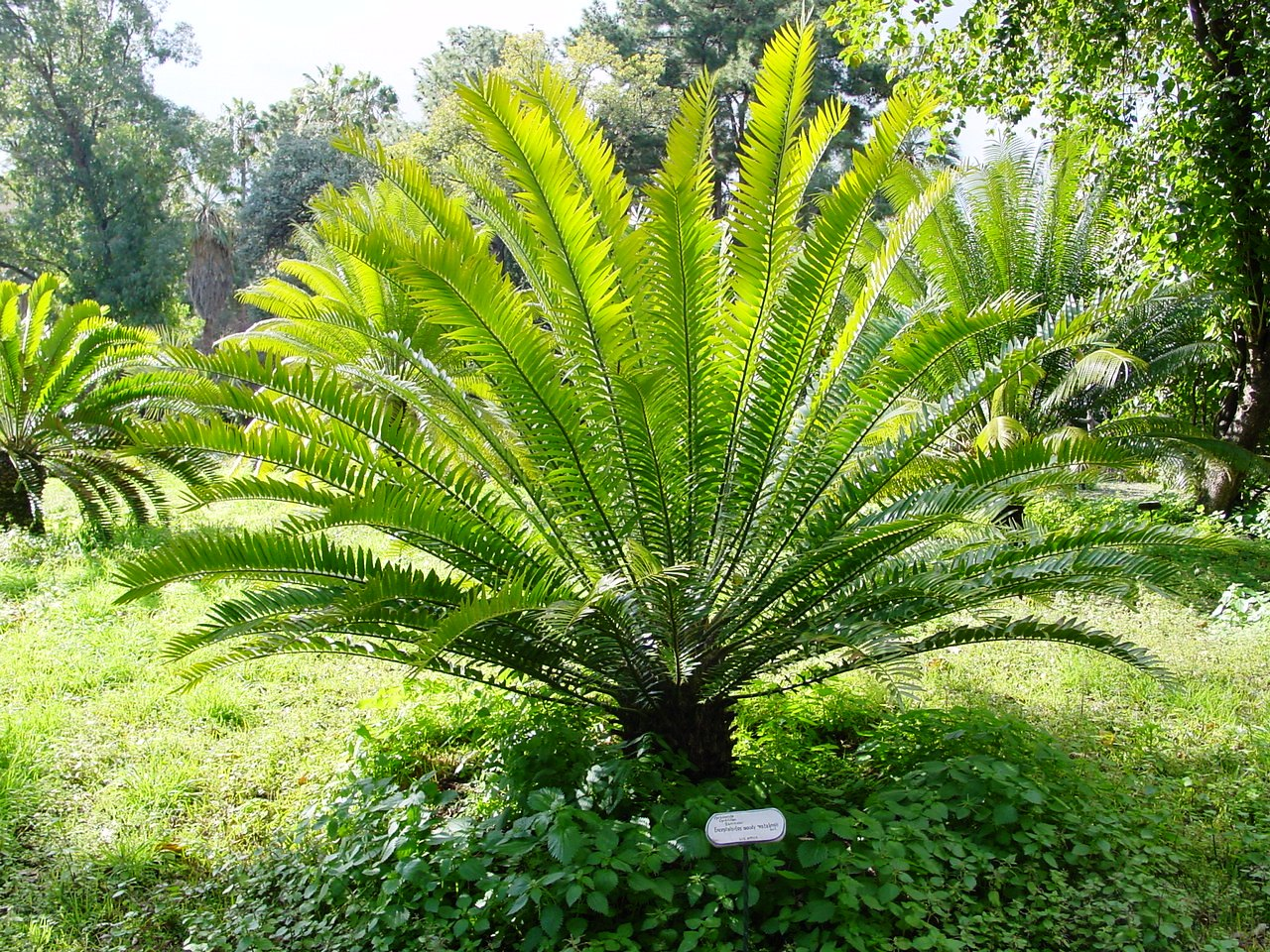
Encephalartos woodii (Cycadophyta, Zamiaceae)
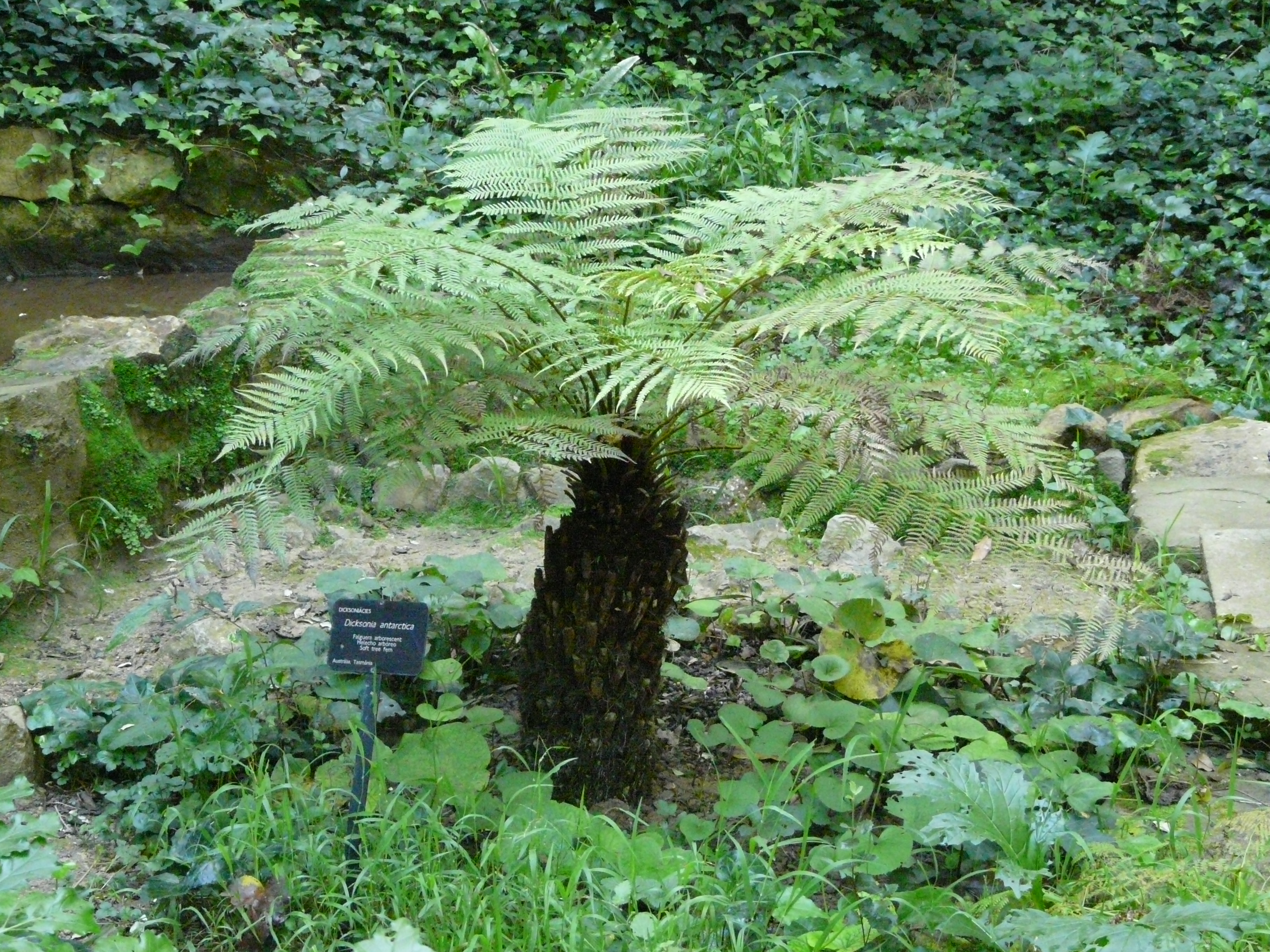
Dicksonia antarctica (Filicophyta, Dicksoniaceae)
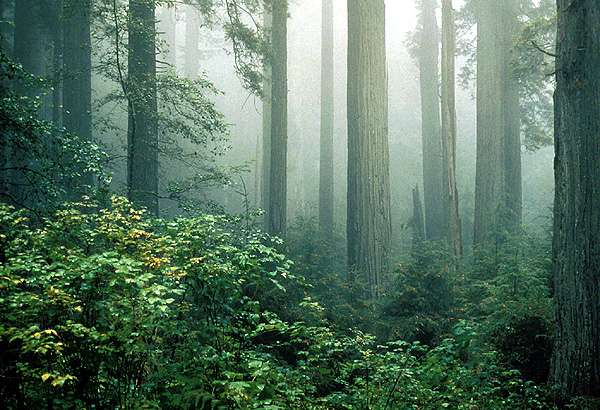
Sequoia sempervirens (Pinophyta, Cupressaceae), Redwood National Park (Californie)
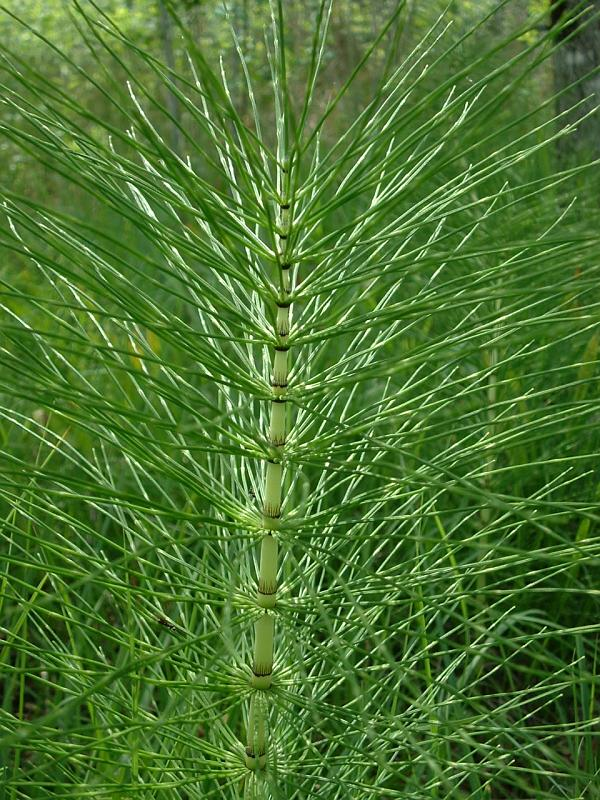
Equisetum telmateia (Sphaenophyta, Equisetaceae)

## Débat scientifique relatif à la phylogénie desArchaeplastida
Dans l'arbre ci-dessus, les principales questions qui font débat sont :
- la monophylie des Archéplastides elles-mêmes, question liée à celle des endosymbioses parmi les « végétaux » : la notion d'archéplastide, comme le nom l'indique, suppose une endosymbiose primaire à la base de tout le groupe, la présence de chloroplastes dans la « lignée brune » (Straménopiles) et autres « algues » protistes s'expliquant par des endosymbioses secondaires plus récentes dans les lignées considérées – ce qui est aujourd'hui contesté ;
- liée à cette question, celle de la place des Rhodophytes : groupe-frère des Viridiplantae ou de tous les Bicontes dont les cellules comportent des chloroplastes ?
  - La synthèse publiée par Yoon et alii en 2010 reconnaît la monophylie des Plantae, avec les Glaucophytes plus tôt séparées du tronc, et la relation de groupes-frères entre Algues rouges et Plantes vertes.
- la place des Zygnématophytes par rapport aux Charales : quel est le groupe-frère des Embryophytes ?
- la monophylie et la place des Coléochétophycées et leur relation aux Charophycées s.s. ;
- la place des Anthocérotes par rapport aux Bryophytes : quel est le groupe-frère des Polysporangiophytes ?
- la place des Marattiales au sein des Monilophytes ; groupe-frère des Équisétophytes ou des Filicophytes ?
- la monophylie des Gymnospermes actuelles, et la parenté des Angiospermes avec les taxons éteints.

Concernant les Embryophytes, l'arbre présenté ici suit assez fidèlement la synthèse des derniers travaux, présentée par l'Angiosperm Phylogeny Website.

### Classification selon Cavalier-Smith 1998
Cette classification n'est pas à proprement parler phylogénétique. Basée sur les nouvelles phylogénies, elle maintient néanmoins des taxons paraphylétiques, notamment à la base des lignées évolutives, par commodité. Elle maintient également les niveaux traditionnels de classification (règnes, phyla, classes, etc.).

### Arbre phylogénétique simplifié selon Nozakiet al.2003
L'analyse portait essentiellement sur les organismes à plastes, les Discicristés, Straménopiles et Alvéolés se retrouvant à l'intérieur d'un vaste clade rendant les Archaeplastida paraphylétiques. Les Rhodophytes seraient la lignée la plus proche de la base des Bicontes (sous réserve de la place indéterminée des organismes sans mitochondrie). La place des Rhizaires n'est pas évoquée.

### Classification proposée par Adlet al.2005
Ce comité a proposé une nouvelle classification, remplaçant celle des anciens Protistes et tenant compte des phylogénies moléculaires récentes. Elle regroupe les Eucaryotes en six groupes réputés monophylétiques. Voici ce qui concerne les Archaeplastida.

## En savoir plus
: document utilisé comme source pour la rédaction de cet article.

### Sources bibliographiques
- Cheong Xin Chan, Eun Chan Yang, Titas Banerjee, Hwan Su Yoon, Patrick T. Martone, José M. Estevez et Debashish Bhattacharya : « Red and Green Algal Monophyly and Extensive Gene Sharing Found in a Rich Repertoire of Red Algal Genes », Current Biology, vol. 21, 2011, pp. 328-333
- Hwan Su Yoon, Giuseppe C. Zuccarello et Debashish Bhattacharya : « Evolutionary History and Taxonomy of Red Algae », in J. Seckbach et D. Chapman éd. : « Red Algae in the Genomic Age », Cellular Origin, Life in Extreme Habitats and Astrobiology, vol. 13, Springer, 2010, pp. 25-42
- Philip D. Cantino, James A. Doyle, Sean W. Graham, Walter S. Judd, Richard G. Olmstead, Douglas E. Soltis, Pamela S. Soltis et Michael J. Donoghue : « Towards a phylogenetic nomenclature of Tracheophyta », Taxon, vol. 56, n°3, supplément électronique, pp. 1-44, 2007
- Jose E.B. de la Torre, Mary G. Egan, Manpreet S. Katari, Eric D. Brenner, Dennis W. Stevenson, Gloria M. Coruzzi et Rob DeSalle : « ESTimating plant phylogeny: lessons from partitioning », BMC Evolutionary Biology, 6:48, 2006
- Sina M. Adl et al. : « The New Higher Level Classification of Eukaryotes », J. Eukaryot. Microbiol., vol. 52, n°5, 2005, pp. 399–451
- Kathleen M. Pryer, Eric Schuettpelz, Paul G. Wolf, Harald Schneider, Alan R. Smith et Raymond Cranfill : « Phylogeny and evolution of ferns (monilophytes) with a focus on the early leptosporangiate divergences »,  American Journal of Botany, vol. 91, n°10, 2004, pp. 1582–1598
- Peter R. Crane, Patrick Herendeen et Else Marie Friis : « Fossils and plant phylogeny », American Journal of Botany 91 (10), 2004, pp. 1683–1699
- Hwan Su Yoon, Jeremiah D. Hackett, Claudia Ciniglia, Gabriele Pinto et Debashish Bhattacharya (2004) « A Molecular Timeline for the Origin of Photosynthetic Eukaryotes », Mol. Biol. Evol. 21 (5) pp. 809-818
- Hisayoshi Nozaki et alii (2003) « The phylogenetic position of Red Algae revealed by multiple nuclear genes from mitochondria-containing eukaryotes and an alternative hypothesis on the origin of plastids », J. Mol. Evol. 56 pp. 485-497
- Thomas Cavalier-Smith (1998) « A revised six-kingdom system of life », Biological reviews 73, pp. 203-266

### Autres sources bibliographiques
- Guillaume Lecointre et Hervé Le Guyader (2001, 2006³) Classification phylogénétique du vivant, Belin  (ISBN 2-7011-4273-3)

### Sources internet
- Angiosperm Phylogeny Website
- « Mikko's Phylogeny Archive »
- The Taxonomicon
- « Palaeos.org »(Archive.org • Wikiwix • Archive.is • Google • Que faire ?)
- « Micro*scope »(Archive.org • Wikiwix • Archive.is • Google • Que faire ?)
- NCBI Taxonomy Browser
- The Tree of Life Web Project